# Juliette Rousseau
Pour les articles homonymes, voir Rousseau.
Juliette Rousseau, née le 26 novembre 1986 en Haute-Bretagne, est une autrice, éditrice, traductrice et militante française.

## Biographie
Après des études de sociologie, Juliette Rousseau a travaillé pour l'association Attac puis pour d'autres organisations du mouvement altermondialiste. Elle a participé à l'organisation d'évènements politiques tels que le « Sommet des Peuples » à Rio de Janeiro, en 2012. En 2014, elle devient coordinatrice et porte-parole de la « Coalition Climat 21 », la plateforme de la société civile pour la COP 21 à Paris.
Après la COP 21, elle s'installe à la ZAD de Notre-Dame-des-Landes avec un groupe d'amis. Elle écrit pour différents médias et revues indépendantes tels que Basta, Socialter, La Déferlante, Médiapart, Mouvements ou encore Ballast.
Elle travaille aujourd'hui[Quand ?] pour les Éditions du commun, dont elle dirige la collection de poésie. Elle travaille à la coordination et l'édition de recueils tels que Voici mon cœur, brise-le avec un marteau, 2024 (ISBN 979-10-95630-75-3).
Autrice engagée à gauche, elle vit au sud de Rennes.

## Ouvrages
En 2018, elle publie son premier ouvrage, Lutter ensemble, pour de nouvelles complicités politiques, dans la collection « Sorcière » des éditions Cambourakis. À mi-chemin entre l'essai et l'enquête sociologique, ce livre explore les pratiques de luttes face aux dominations systémiques et la façon dont l'organisation collective peut produire les libérations qu'elle cherche à provoquer à l'échelle sociétale. Trois ans plus tard, en 2021, parait la traduction de l'essai Joie militante, pour des luttes en prise avec leurs mondes, aux Éditions du commun, un essai qui s'inscrit dans la poursuite d'une réflexion autour des pratiques de luttes et de leurs potentiels émancipateurs.
En 2022, elle publie un roman, La Vie têtue, inspiré de l'expérience du deuil de sa sœur aînée, Laure. Dans ce texte composé de fragments, elle explore les liens d'amour et de violence qui lient entre elles les femmes d'une même famille dans une société patriarcale, ainsi qu'avec leur environnement vivant.
En 2024 parait Péquenaude, aux éditions Cambourakis, un ouvrage à la frontière de l'essai et du roman, sur la ruralité et son rapport au territoire.

## Publications

### Essais, romans
- Lutter ensemble, pour de nouvelles complicités politiques, éditions Cambourakis, collection « Sorcières », 2018  (ISBN 978-2-36624-373-4)[13].
- Joie militante, pour des luttes en prise avec leurs mondes (trad. et préface), Nick Montgomery et Carla Bergman, Éditions du commun, 2021  (ISBN 979-10-95630-37-1)[14].
- La Vie têtue, éditions Cambourakis, collection « Sorcières », 2022  (ISBN 978-2-36624-694-0)[15].
- Voici mon cœur, brise-le avec un marteau, avec Céline Costa et Mickaël Correia, Éditions du commun, 2024  (ISBN 979-10-95630-75-3).
- Péquenaude, éditions Cambourakis, 2024,  (ISBN 978-2-36624-917-0)[16]

### Nouvelles et textes courts
- Les Enfants du silence, La Déferlante, 18 octobre 2023 (lire en ligne)
- Anjela Duval, la faux et les mots, Ballast, 7 avril 2024 (lire en ligne)